# Peter Hilger
Peter Hilger (* 23. Dezember 1953 in Münster-Sarmsheim) ist ein deutscher römisch-katholischer Priester. Er ist emeritiertes Mitglied des Mainzer Domkapitels und war als Offizial Leiter der kirchlichen Gerichtsbarkeit im Bistum Mainz.

## Leben
Hilger leistete nach dem Abitur in Bingen den obligatorischen Wehrdienst bei der Bundeswehr. An der Johannes Gutenberg-Universität Mainz und an der Albert-Ludwigs-Universität Freiburg studierte er von 1974 bis 1980 Katholische Theologie. Nach Abschluss des Studiums empfing Hilger am 13. Juni 1981 durch  Hermann Kardinal Volk im Mainzer Dom die Priesterweihe. Seine Kaplansstellen waren in Lich und Worms sowie zur Aushilfe in Einhausen (Hessen), Ober-Olm und Klein-Winternheim. Anschließend wurde er zum Weiterstudium an der Päpstlichen Universität Gregoriana beurlaubt. In Rom studierte er kanonisches Recht, erwarb das Lizentiat und wurde 1990 mit dem Thema Das Recht auf christliche Erziehung. Eine Untersuchung der Genese von Gravissimum educationis im Hinblick auf can. 217 (CIC/1983) zum Dr. iur. can. promoviert. Doktorvater war der spätere Kardinal Velasio De Paolis.
Hilger wirkte von 1990 bis 1993 als Diözesanrichter und Ehebandverteidiger seines Bistums. Von 1990 bis 2016 unterrichtete er als Lehrbeauftragter für Kanonisches Recht an verschiedenen Ausbildungsstätten des Mainzer Bistums. In der Mainzer Altstadtgemeinde St. Ignaz war er von 1991 bis 1996 als Pfarrer tätig und übernahm dann von 1997 bis 2015 die Aufgabe eines Rector ecclesiae in der Klosterkapelle „St. Klara“ der Klarissen-Kapuzinerinnen von der Ewigen Anbetung.
Am 1. Juli 1993 wurde Peter Hilger Offizial und somit Leiter der kirchlichen Gerichtsbarkeit im Bistum Mainz. Bischof Karl Lehmann ernannte Hilger 1997 zum Ehrendomkapitular und Anfang 2001 zum residierenden Domkapitular an der Mainzer Kathedrale. Die Funktion des Pönitentiars am Hohen Dom zu Mainz nach Canon 508 des CIC übt er seit 1. März 2004 aus. Papst Johannes Paul II. verlieh ihm 1994 die Päpstlichen Ehrentitel „Kaplan Seiner Heiligkeit“ (Monsignore) und 1998 „Ehrenprälat Seiner Heiligkeit“ (Prälat).
Von 2008 bis 2019 war Prälat Hilger Mitglied des Kuratoriums Stiftung Weltkirche (Diözese Mainz). Zwischen 2021 und 2025 war er mehrmals als temporärer Mitarbeiter der deutschsprachigen Pilgerseelsorge in Lourdes tätig.
Von Anfang 2018 bis Ende 2023 war er senior capituli des Mainzer Domkapitels.
Bischof Peter Kohlgraf bestätigte Prälat Hilger am 27. August 2017 im Amt des Offizials. Hilgers Amtszeit endete regulär am 1. Juli 2022 nach 29 Jahren. Bis dato war er dienstältester Gerichtsvikar im Bereich der Deutschen Bischofskonferenz. Hilgers Bitte um Emeritierung als residierender Domkapitular entsprach Bischof Kohlgraf statutengemäß zum 31. Dezember 2023.

## Veröffentlichungen
- „Kreatürlichkeit“. Ein Schlüssel zum theologischen Denken Hermann Volks. In: Catholica 3 (1990), 147–168.
- Maria – Hoffnung heute. Predigt am Fest Mariä Himmelfahrt 1994 anläßlich der Segnung der Madonna von Heilig Kreuz. In: Helmut Hinkel (Hrsg.): Die Madonna von Heilig Kreuz, Mainz 1995, 15–21.
- Ansprache bei der Verabschiedung von GR Alois Tille im Offizialat. In: Rudolf Grulich, Wolfgang Stingl (Hrsg.): 80 Jahre im Weinberg des Herrn. Geistlichem Rat Alois Tille zum 80-jährigen Priesterjubiläum. Context-Verlag – Deutscher Hochschulverlag, Obertshausen 2004, S. 111–114, ISBN 3-924072-42-6.
- St. Klara: Die Kapelle des Klosters der Klarissen-Kapuzinerinnen von der Ewigen Anbetung. In: Jürgen Nikolay (Hrsg.): Mainzer Kirchenführer. Entdeckungen in katholischen Kirchen in und um Mainz. Leinpfad-Verlag, Ingelheim 2004, 89–90, ISBN 3-937782-18-4.
- Gesichter im Bistum. Interview mit Offizial Prälat Dr. Peter Hilger. In: RU heute, 2 (2007), 38–39.